# Kelis

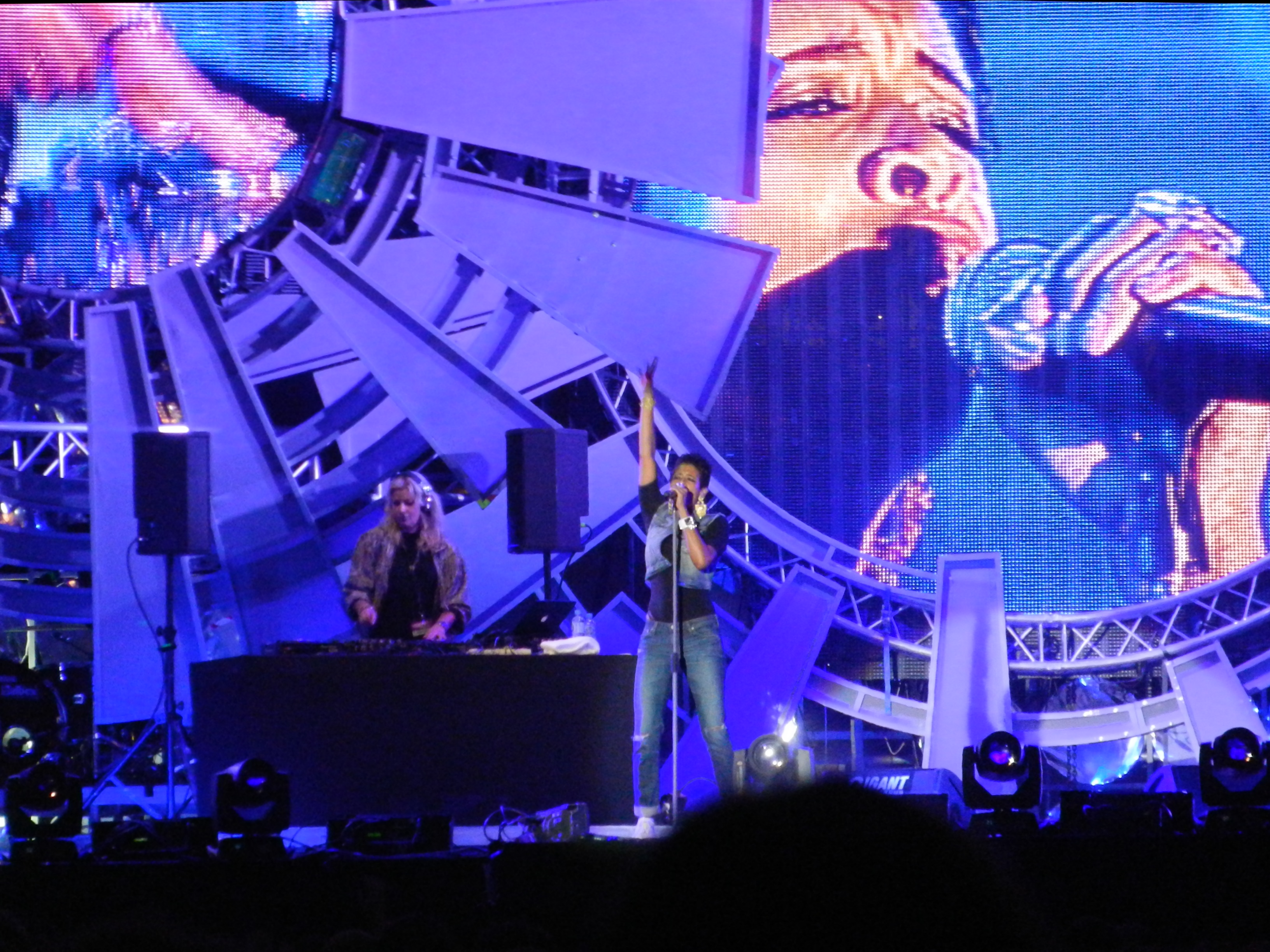
Kelis podczas koncertu "Wianki nad Wisłą", Warszawa 2011.

Kelis Rogers-Jones (ur. 21 sierpnia 1979 w Nowym Jorku) – amerykańska piosenkarka i autorka tekstów, była żona rapera Nasa.

## Życiorys
Kelis urodziła się i dorastała w Harlemie, dzielnicy Nowego Jorku. Jej imię to kombinacja imion ojca i matki: Kenneth i Eveliss. Jako dziecko śpiewała w chórach kościelnych, grała na skrzypcach, fortepianie i saksofonie.
Opuściła dom rodzinny w wieku 16 lat, jednak kontynuowała swoją edukację i w wieku 16 lat dostała się do Fiorello H. LaGuardia High School of Music & Art and Performing Arts, gdzie utworzyła trio R&B pod nazwą BLU (od Black Ladies United). Po skończeniu szkoły zaczęła nagrywać z duetem producenckim The Neptunes, by później, z ich pomocą, rozpocząć solową karierę.
Pracowała z takimi artystami jak Duran Duran, Gravediggaz, Busta Rhymes, Foxy Brown, Lil' Kim, OutKast, P. Diddy, Usher, Moby, Richard X, Timo Maas, Björk, No Doubt, Enrique Iglesias, Too $hort, Calvin Harris, Nas czy Ol' Dirty Bastard.

## Dyskografia

### Albumy
- Kaleidoscope (1999)
- Wanderland (2001)
- Tasty (2003)
- Kelis Was Here (2006)
- Flesh Tone (2010)
- Food (2014)

### Single
- Caught Out Here (1999)
- Good Stuff feat. Terrar (1999)
- Get Along With You (2000)
- Young, Fresh 'n' New (2001)
- Milkshake (2003)
- Trick Me (2004)
- Millionaire feat. André 3000 (2004)
- In Public feat. Nas (2005)
- Bossy feat. Too $hort (2006)
- Blindford Me feat. Nas (2006)
- Lil Star feat. Cee-Lo (2007)
- I Don't Think So (2008)
- Acapella (2010)
- 4th of July (Fireworks) (2010)
- Scream (2010)
- Brave (2010)
- Jerk Ribs (2014)
- Rumble (2014)
- Friday Fish Fry (2014)